# Docteur Jekyll et Mister Hyde (film, 1912)

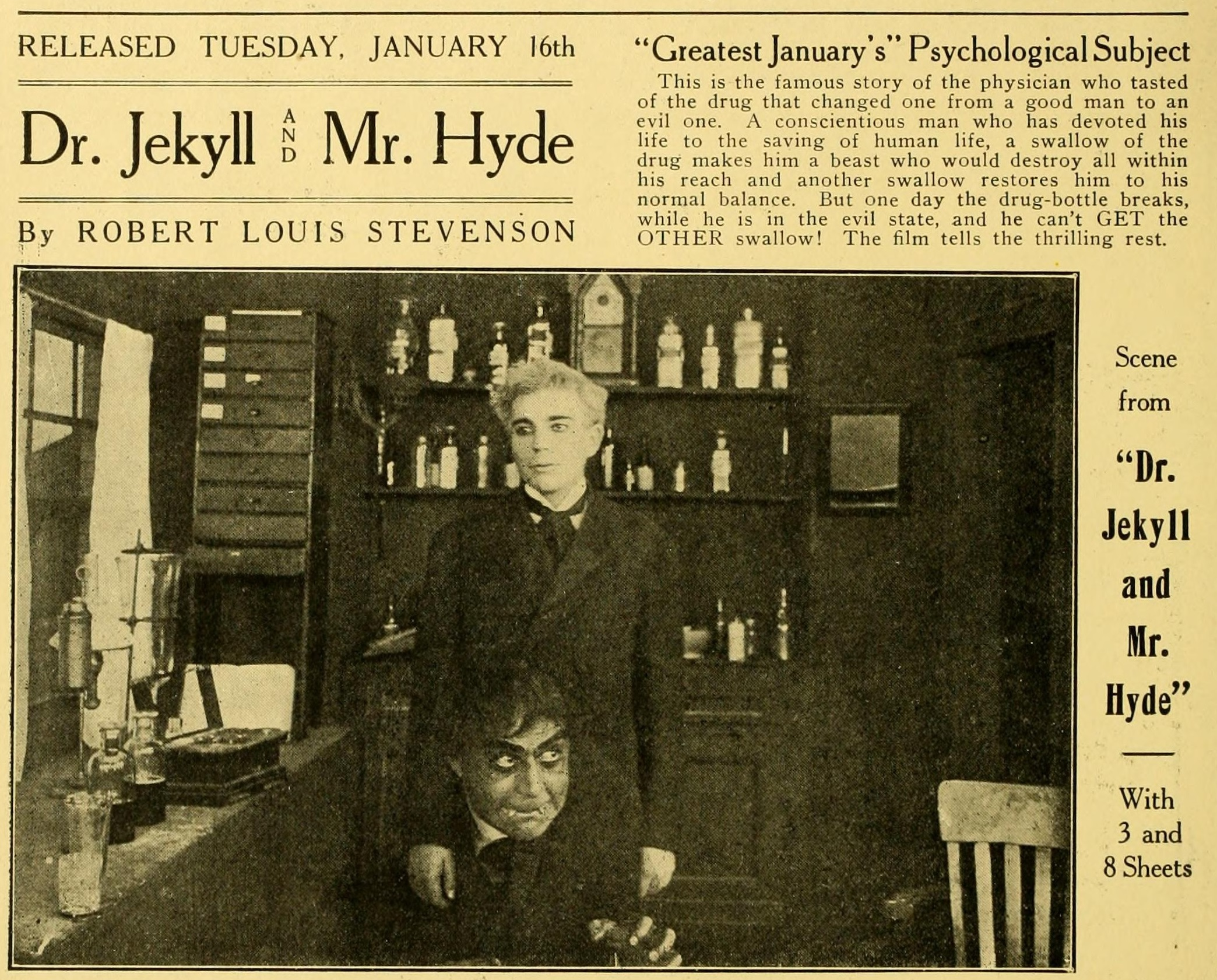
Annonce du film dans Moving Picture World en janvier 1912.

Pour les articles homonymes, voir Docteur Jekyll et Mister Hyde.
Docteur Jekyll et Mister Hyde est un film muet américain réalisé par Lucius Henderson et sorti en 1912. Il est adapté du roman de Robert Louis Stevenson, L'Étrange Cas du docteur Jekyll et de mister Hyde, et de la pièce de Thomas Russell Sullivan de 1887.

## Fiche technique
- Réalisation : Lucius Henderson
- Scénario : Thomas Sullivan d'après le roman The Strange Case of Dr Jekyll and Mr Hyde de Robert Louis Stevenson
- Producteur : Edwin Thanhouser
- Pays de production :  États-Unis
- Durée : 12 minutes (2 bobines)[1]
- Date de sortie : 16 janvier 1912

## Distribution
- James Cruze : Dr. Jekyll/Mr. Hyde
- Florence La Badie : Jekyll's sweetheart
- Marie Eline : la petite fille
- Jane Gail (Extra)
- Marguerite Snow (Extra)
- Harry Benham : Mr. Hyde